# Marianówek
Marianówek [pronunciación en polaco: /marjaˈnuvɛk/] es un pueblo ubicado en el distrito administrativo de Gmina Jeżów, dentro del condado de Brzeziny, Voivodato de Łódź, en el centro de Polonia. Se encuentra a unos 8 kilómetros al sur de Jeżów, 17 kilómetros este de Brzeziny, y a 36 kilómetros al este de la capital regional Łódź.
El pueblo tiene una población de 30 habitantes.